# Élections municipales à Besançon
Les élections municipales à Besançon permettent l'élection du maire et des 54 conseillers municipaux. En effet, toute commune dont la population est comprise entre 100 000 et 149 999 habitants est administrée par un conseil municipal composé de cinquante cinq élus. La ville a dépassé les 100 000 habitants en 1963 et se trouve donc dans cette configuration depuis les élections municipales de 1965.

## Évolution de l'abstention
Évolution de l'abstention aux deux tours des élections municipales depuis 1977

## Élections municipales de 2014

### Résultats
- Maire sortant : Jean-Louis Fousseret (PS)
- 55 sièges à pourvoir au conseil municipal (population légale 2011 : 115 879 habitants)
- 55 sièges à pourvoir au conseil communautaire (CU Grand Besançon Métropole)

| Tête de liste            | Tête de liste          | Liste          | Premier tour | Premier tour | Second tour | Second tour | Sièges | Sièges |
| Tête de liste            | Tête de liste          | Liste          | Voix         | %            | Voix        | %           | CM     | CC     |
| ------------------------ | ---------------------- | -------------- | ------------ | ------------ | ----------- | ----------- | ------ | ------ |
|                          | Jean-Louis Fousseret * | PS-PCF-EELV    | 12 191       | 33,63        | 17 943      | 47,38       | 41     | 41     |
|                          | Jacques Grosperrin     | UMP-UDI-MoDem  | 11 470       | 31,64        | 16 814      | 44,40       | 12     | 12     |
|                          | Philippe Mougin        | FN             | 4 263        | 11,76        | 3 106       | 8,20        | 2      | 2      |
|                          | Emmanuel Girod         | FG             | 2 582        | 7,12         |             |             |        |        |
|                          | Frank Monneur          | DVG            | 2 255        | 6,22         |             |             |        |        |
|                          | Jean-François Humbert  | DVD            | 1 452        | 4,00         |             |             |        |        |
|                          | Lazhar Hakkar          | DVG            | 899          | 2,48         |             |             |        |        |
|                          | Nicole Friess          | LO             | 518          | 1,42         |             |             |        |        |
|                          | Apolline Trioulaire    | POI            | 354          | 0,97         |             |             |        |        |
|                          | Ismäel Boudjekada      | DVG            | 264          | 0,72         |             |             |        |        |
|                          |                        |                |              |              |             |             |        |        |
| Inscrits                 | Inscrits               | Inscrits       | 69 143       | 100,00       | 69 146      | 100,00      |        |        |
| Abstentions              | Abstentions            | Abstentions    | 31 738       | 45,90        | 29 608      | 42,82       |        |        |
| Votants                  | Votants                | Votants        | 37 405       | 54,10        | 39 538      | 57,18       |        |        |
| Blancs et nuls           | Blancs et nuls         | Blancs et nuls | 1 157        | 3,09         | 1 675       | 4,24        |        |        |
| Exprimés                 | Exprimés               | Exprimés       | 36 248       | 96,91        | 37 863      | 95,76       |        |        |
| * Liste du maire sortant |                        |                |              |              |             |             |        |        |

## Élections municipales de 2008
Les élections municipales du 9 et 16 mars 2008 ont pour but d'élire le successeur du maire sortant Jean-Louis Fousseret (PS), candidat à sa propre succession.
Six candidats sont présents au premier tour des élections municipales de 2008 à Besançon :
- Jean-Louis Fousseret (PS) liste « Besançon par passion » regroupant PS-PCF-Les Verts. Seul candidat à l’investiture, il a été désigné par les militants socialistes de Besançon.
- Philippe Gonon (MoDem), liste « Un élan pour Besançon ». Il a été investi officiellement par le MoDem.
- Jean Rosselot (UMP), liste « Besançon j'y crois ». Conseiller municipal d'opposition, il a été officiellement investi par l'UMP après que celle-ci eut, dans un premier temps, donnée l'investiture à Jean-François Humbert.
- François Portal, liste « À Gauch'toutES » soutenue par la LCR.
- Nicole Friess (LO), liste « Lutte ouvrière ».
- Adrien Leclerc, liste « Ouvrière, Socialiste et Laïque ».

Ces élections sont notamment marquées par les difficultés de la droite à trouver un leader : Jean-François Humbert, sénateur du Doubs et ancien président de la région Franche-Comté, est d'abord désigné comme candidat officiel par l'UMP puis retournement de situation une semaine plus tard, c'est au tour de Jean Rosselot d'être désigné par le parti. Jean-François Humbert multipliera alors les attaques vers le candidat UMP tournant en dérision sa campagne chaotique et ce par l'intermédiaire de son blog.
Jean-Louis Fousseret réussit, quant à lui, à unifier derrière lui la gauche parlementaire (PS-PC-Les Verts) et même à placer en position huit sur sa liste Nicole Weinman, positionnée à droite, qui avait recueilli 11,17 % au premier tour des municipales de 2001 avec l'étiquette Démocratie Libérale (DL) avant de s'allier avec... Jean Rosselot au deuxième !
Quant à Philippe Gonon (MoDem), il fait une campagne discrète mais semble attirer sur lui de plus de en plus de voix sur son nom prônant une liste ouverte et indépendante.
L'extrême gauche part divisée dans ce bastion socialiste du Doubs puisque trois listes sont présentes au premier tour.
L'extrême droite est absente du scrutin.

### Résultats
- Maire sortant : Jean-Louis Fousseret (PS)
- 55 sièges à pourvoir au conseil municipal (population légale 2006 : 117 080 habitants)

| Tête de liste            | Tête de liste          | Liste          | Premier tour | Premier tour | Second tour | Second tour | Sièges |  |
| Tête de liste            | Tête de liste          | Liste          | Voix         | %            | Voix        | %           | CM     |  |
| ------------------------ | ---------------------- | -------------- | ------------ | ------------ | ----------- | ----------- | ------ |  |
|                          | Jean-Louis Fousseret * | PS-PCF-EELV    | 20 696       | 56,76        |             |             | 45     |  |
|                          | Jean Rosselot          | UMP            | 9 402        | 25,79        |             |             | 8      |  |
|                          | Philippe Gonon         | MoDem          | 3 485        | 9,56         |             |             | 2      |  |
|                          | François Portal        | LCR            | 1 786        | 4,9          |             |             |        |  |
|                          | Nicole Friess          | LO             | 740          | 2,03         |             |             |        |  |
|                          | Adrien Leclerc         | EXG            | 351          | 0,96         |             |             |        |  |
|                          |                        |                |              |              |             |             |        |  |
| Inscrits                 | Inscrits               | Inscrits       | 68 571       | 100,00       |             |             |        |  |
| Abstentions              | Abstentions            | Abstentions    | 30 861       | 45,01        |             |             |        |  |
| Votants                  | Votants                | Votants        | 37 710       | 54,99        |             |             |        |  |
| Blancs et nuls           | Blancs et nuls         | Blancs et nuls | 1 250        | 3,31         |             |             |        |  |
| Exprimés                 | Exprimés               | Exprimés       | 36 460       | 96,69        |             |             |        |  |
| * Liste du maire sortant |                        |                |              |              |             |             |        |  |

## Élection municipale de 2001
Les élections municipales de 2001 à Besançon, qui ont eu lieu les 11 et 18 mars, ont permis d'élire le successeur de Robert Schwint (PS), laissant son siège vacant après quatre mandats consécutifs et 24 ans de pouvoir (1977-2001), imitant son prédécesseur Jean Minjoz, lui aussi socialiste et maire de 1953 à 1977.
Il s'agissait pour le PS de se maintenir au pouvoir dans ce fief en présentant le candidat Jean-Louis Fousseret tandis la droite comptait profiter de l'ambiance de fin de règne de l'équipe en place pour arracher cette place forte à l'opposition, avec comme principal outsider dans ce rôle Jean Rosselot (RPR). La campagne, calme et quelque peu ennuyeuse, s'est cristallisée autour du dossier du TGV Rhin-Rhône : Les Verts et le Parti fédéraliste plaidaient pour que la première nouvelle ligne mixte (passagers/fret) passe par une gare dans la ville plutôt que par une nouvelle gare bâtie à un quart d'heure du centre, plus fonctionnelle. 
Les socialistes réussissent finalement à se maintenir au pouvoir mais non sans peine : en effet, au premier tour, le candidat des Verts Éric Alauzet crée la surprise en se voyant crédité de plus de 16 % des voix et pouvait ainsi prétendre se maintenir au second tour. La victoire a été possible après d'âpres négociations dans l'entre-deux tours pour constituer une liste commune où les Verts se sont assuré la présence de treize candidats (sur un total de 55) dont dix en position d'éligibles, et en cas de victoire, ils ont négocié trois postes d'adjoints, quatre conseillers délégués et ont fait promettre au candidat socialiste l'organisation d'un référendum local sur la question de la gare TGV.Ce référendum a indiqué plus tard que les bisontins souhaitaient une gare intra-muros. La droite républicaine, dont le score cumulé des deux candidats n'atteignait même pas celui du PS au premier tour (30,40 % contre 32,71 %), a également procédé à une fusion des listes dans l'entre-deux tours, la candidate de DL se retirant en faveur du candidat RPR.

### Résultats
- Maire sortant : Robert Schwint (PS)
- 55 sièges à pourvoir au conseil municipal (population légale 1999 : 117 733 habitants)

| Tête de liste                                       | Tête de liste           | Liste          | Premier tour | Premier tour | Second tour | Second tour | Sièges |  |
| Tête de liste                                       | Tête de liste           | Liste          | Voix         | %            | Voix        | %           | CM     |  |
| --------------------------------------------------- | ----------------------- | -------------- | ------------ | ------------ | ----------- | ----------- | ------ |  |
|                                                     | Jean-Louis Fousseret    | PS             | 10 119       | 31,71        | 18 330      | 55,30       | 43     |  |
|                                                     | Éric Alauzet            | Les Verts      | 5 121        | 16,01        | 18 330      | 55,30       | 43     |  |
|                                                     | Jean Rosselot           | RPR            | 6 137        | 19,23        | 14 816      | 44,70       | 12     |  |
|                                                     | Nicole Weinman          | DL             | 3 564        | 11,17        | 14 816      | 44,70       | 12     |  |
|                                                     | Sophie Montel           | FN             | 2 319        | 7,27         |             |             |        |  |
|                                                     | Jean-Philippe Allenbach | Rég.           | 1 303        | 4,08         |             |             |        |  |
|                                                     | Jacques Vuillemin       | DVG            | 1 274        | 3,99         |             |             |        |  |
|                                                     | Marie-France Roche      | LO             | 1 223        | 3,83         |             |             |        |  |
|                                                     | Agnès Belin             | MNR            | 849          | 2,66         |             |             |        |  |
|                                                     |                         |                |              |              |             |             |        |  |
| Inscrits                                            | Inscrits                | Inscrits       | 60 975       | 100,00       | 60 975      | 100,00      |        |  |
| Abstentions                                         | Abstentions             | Abstentions    | 27 784       | 45,57        | 25 857      | 42,41       |        |  |
| Votants                                             | Votants                 | Votants        | 33 191       | 54,43        | 35 118      | 57,59       |        |  |
| Blancs et nuls                                      | Blancs et nuls          | Blancs et nuls | 1 282        | 3,86         | 1 972       | 5,62        |        |  |
| Exprimés                                            | Exprimés                | Exprimés       | 31 909       | 96,14        | 33 146      | 94,38       |        |  |
| Robert Schwint, maire sortant, ne se représente pas |                         |                |              |              |             |             |        |  |

## Élection municipale de 1995

### Résultats
- Maire sortant : Robert Schwint (PS)
- 55 sièges à pourvoir au conseil municipal (population légale 1990 : 113 828 habitants)

| Tête de liste            | Tête de liste    | Liste          | Premier tour | Premier tour | Second tour | Second tour | Sièges |  |
| Tête de liste            | Tête de liste    | Liste          | Voix         | %            | Voix        | %           | CM     |  |
| ------------------------ | ---------------- | -------------- | ------------ | ------------ | ----------- | ----------- | ------ |  |
|                          | Robert Schwint * | PS             | 16 585       | 45,26        | 21 308      | 55,54       | 44     |  |
|                          | Michel Jacquemin | UDF            | 11 967       | 32,66        | 13 136      | 34,24       | 9      |  |
|                          | Robert Sennerich | FN             | 3 795        | 10,36        | 3 919       | 10,22       | 2      |  |
|                          | Gabriel Reboux   | EXG            | 1 537        | 4,19         |             |             |        |  |
|                          | André Nachin     | Les Verts      | 1 518        | 4,14         |             |             |        |  |
|                          | Gilbert Carrez   | PCF            | 1 240        | 3,38         |             |             |        |  |
|                          |                  |                |              |              |             |             |        |  |
| Inscrits                 | Inscrits         | Inscrits       | 63 277       | 100,00       | 63 277      | 100,00      |        |  |
| Abstentions              | Abstentions      | Abstentions    | 25 793       | 40,76        | 25 908      | 40,94       |        |  |
| Votants                  | Votants          | Votants        | 37 484       | 59,24        | 37 369      | 59,06       |        |  |
| Blancs et nuls           | Blancs et nuls   | Blancs et nuls | 842          | 2,25         | 920         | 2,46        |        |  |
| Exprimés                 | Exprimés         | Exprimés       | 36 642       | 97,75        | 36 449      | 97,54       |        |  |
| * Liste du maire sortant |                  |                |              |              |             |             |        |  |

## Élection municipale de 1989

### Résultats
- Maire sortant : Robert Schwint (PS)
- 55 sièges à pourvoir au conseil municipal (population légale 1982 : 113 283 habitants)

| Tête de liste            | Tête de liste         | Liste          | Premier tour | Premier tour | Second tour | Second tour | Sièges |  |
| Tête de liste            | Tête de liste         | Liste          | Voix         | %            | Voix        | %           | CM     |  |
| ------------------------ | --------------------- | -------------- | ------------ | ------------ | ----------- | ----------- | ------ |  |
|                          | Robert Schwint *      | PS             | 14 205       | 38,92        | 18 860      | 47,01       | 41     |  |
|                          | Raymond Tourrain      | RPR-UDF        | 11 574       | 31,71        | 15 649      | 39          | 11     |  |
|                          | Michèle Folschweiller | Les Verts      | 4 708        | 12,9         | 5 613       | 13,99       | 3      |  |
|                          | René Mars             | FN             | 3 553        | 9,73         |             |             |        |  |
|                          | André Vagneron        | EXG            | 1 634        | 4,48         |             |             |        |  |
|                          | Christian Pillot      | PCF            | 826          | 2,26         |             |             |        |  |
|                          |                       |                |              |              |             |             |        |  |
| Inscrits                 | Inscrits              | Inscrits       | 59 196       | 100,00       | 59 190      | 100,00      |        |  |
| Abstentions              | Abstentions           | Abstentions    | 21 926       | 37,04        | 18 356      | 31,01       |        |  |
| Votants                  | Votants               | Votants        | 37 270       | 62,96        | 40 834      | 68,99       |        |  |
| Blancs et nuls           | Blancs et nuls        | Blancs et nuls | 770          | 2,07         | 712         | 1,74        |        |  |
| Exprimés                 | Exprimés              | Exprimés       | 36 500       | 97,93        | 40 122      | 97,54       |        |  |
| * Liste du maire sortant |                       |                |              |              |             |             |        |  |

## Élection municipale de 1983

### Résultats
- Maire sortant : Robert Schwint (PS)
- 55 sièges à pourvoir au conseil municipal (population légale 1982 : 113 283 habitants)

| Tête de liste            | Tête de liste    | Liste          | Premier tour | Premier tour | Second tour | Second tour | Sièges |  |
| Tête de liste            | Tête de liste    | Liste          | Voix         | %            | Voix        | %           | CM     |  |
| ------------------------ | ---------------- | -------------- | ------------ | ------------ | ----------- | ----------- | ------ |  |
|                          | Robert Schwint * | PS-PCF-MRG     | 17 485       | 42,72        | 22 814      | 50,72       |        |  |
|                          | Michel Bittard   | RPR-UDF        | 18 953       | 46,31        | 22 163      | 49,28       |        |  |
|                          | Alain Fousseret  | Les Verts      | 3 686        | 9,01         |             |             |        |  |
|                          | Gérard Millot    | LCR            | 804          | 1,96         |             |             |        |  |
|                          |                  |                |              |              |             |             |        |  |
| Inscrits                 | Inscrits         | Inscrits       | 61 351       | 100,00       | 61 334      | 100,00      |        |  |
| Abstentions              | Abstentions      | Abstentions    | 19 618       | 31,98        | 15 579      | 24,4        |        |  |
| Votants                  | Votants          | Votants        | 41 733       | 68,02        | 45 755      | 74,6        |        |  |
| Blancs et nuls           | Blancs et nuls   | Blancs et nuls | 805          | 1,93         | 778         | 1,7         |        |  |
| Exprimés                 | Exprimés         | Exprimés       | 40 928       | 98,07        | 44 977      | 98,3        |        |  |
| * Liste du maire sortant |                  |                |              |              |             |             |        |  |

## Élection municipale de 1977
Résultats
Maire sortant : Jean Minjoz   (SFIO/PS)  1953-1977
| Tête de liste  | Tête de liste  | Liste                           | Premier tour | Premier tour | Second tour | Second tour | Sièges |  |
| Tête de liste  | Tête de liste  | Liste                           | Voix         | %            | Voix        | %           | CM     |  |
| -------------- | -------------- | ------------------------------- | ------------ | ------------ | ----------- | ----------- | ------ |  |
|                | Robert Schwint | Union de la gauche (PS-PCF-MRG) | 20 214       | 51,22        |             |             | 41     |  |
|                | Pierre Magnin  | UDF-RPR                         | 14 238       | 36,08        |             |             | 0      |  |
|                | Léonard        | Sans étiquette                  |              |              |             |             | 0      |  |
|                | Roche          | LCR-LO                          |              |              |             |             | 0      |  |
|                |                |                                 |              |              |             |             |        |  |
| Inscrits       | Inscrits       | Inscrits                        | 58 225       | 100,00       |             |             |        |  |
| Abstentions    |                |                                 |              |              |             |             |        |  |
| Votants        | Votants        | Votants                         |              | 69,1         |             |             |        |  |
| Blancs et nuls |                |                                 |              |              |             |             |        |  |
| Exprimés       | Exprimés       | Exprimés                        | 39 463       |              |             |             |        |  |
|                |                |                                 |              |              |             |             |        |  |